# Rio Envira
O rio Envira é um rio binacional que banha os estados do Acre e Amazonas Nasce na serra da Contamana, em território peruano, e tem uma extensão de 512 km - valor que poderia ser maior se o Envira não fosse erradamente considerado como afluente do  rio Tarauacá, que é bem menor em largura, extensão e vazão. Não fosse o erro geográfico, o Envira seria o terceiro maior rio do estado do Acre.
Nasce na Terra Indígena Kampa e Isolados do Rio Envira, bem perto das nascentes do rio Tarauacá e do  rio Muru.  Atravessa  as localidades de Simpatia, Califórnia, Novo Porto, Fortaleza, Feijó, um  dos mais importantes  municípios do Acre  (39.365 hab. em 2006),  e Envira (17.431 hab. em 2007), no  Amazonas. O rio Envira tem uma grande importância para o município de Feijó, pois é através dele que acontece o comércio da cidade com Manaus, principal parceira comercial da cidade.
Seus principais afluentes são o rio Paraná do Ouro, na margem esqerda, e o rio Jurupari,  na margem direita, que desagua na vila de Foz do Jurupar, no município de Feijó
O Envira  é navegável entre a sua foz (localizada no município homônimo, no Amazonas) e o seringal Califórnia (no município de  Feijó, no Acre), onde está localizada a Terra Indígena Kulina do Igarapé do Pau. Na época das cheias, o trecho navegável é maior, estendendo-se até a localidade denominada Progresso (Acre), quase na fronteira com o Peru.

## Disputas territoriais
De acordo com o antropólogo Terri Vale de Aquino,  da Coordenação Geral de Índios Isolados e de Recente Contato da Funai e professor da UFAC, "há um conjunto de 10 áreas indígenas nessa região de fronteira do Acre com o Peru, conhecida como Paralelo 10, que são corredores de índios isolados". Segundo ele, "existem muitas denúncias de casos de contatos forçados, escravidão e, sobretudo, de violência contra os povos indígenas nessa região. Isso tem provocado a migração para o Acre". Um outro problema é a construção de uma rodovia de 40 quilômetros de extensão entre os rios Muru e Tarauacá, que atingirá uma área utilizada por índios Kaxinawá e   destinada exclusivamente aos índios isolados que vivem na fronteira do Acre com Peru. Ademais,  a distribuição de lotes para a exploração de petróleo e gás na região está "ilhando" terras indígenas no Alto Juruá, provocando um  impacto direto sobre  povos indígenas e grupos de índios isolados na região, sobretudo do lado peruano da fronteira. Há também os narcotraficantes que têm buscado novas rotas de tráfico na Amazônia por meio do Alto Envira.  
A violência do narcotráfico no Alto Envira  desarticulou durante dois anos as bases da Funai de índios isolados do rio Xinane (afluente do Envira). Os funcionários da Funai tiveram que se retirar e a  base Xinane da Frente de Proteção Etnoambiental do Rio Envira, na fronteira do Acre com o Peru, foi fechada.A base, que era mantida pela Funai desde 1987,  foi atacada e tomada pelos  traficantes  no fim de julho de 2011.  Uma ação conjunta da Polícia Federal, do Exército e da Secretaria de Segurança Pública do Acre conseguiu retomar a base e prender o português Joaquim Antônio Custódio Fadista, condenado por tráfico de drogas no Brasil e em Luxemburgo.  Depois da prisão do traficante, a PF deixou a Base Xinane. Os traficantes voltaram. A base foi novamente abandonada e só voltou a funcionar em 2014.A região forma um corredor de mais de 630 mil hectares de florestas na fronteira e também é alvo de exploradores de madeira ilegal.
Segundo os pesquisadores, índios isolados têm buscado contato com a Funai no Acre, relatando ter sofrido atos de violência cometidos por não indígenas nas cabeceiras do rio Envira, em território peruano. "Esses índios isolados podem estar fugindo dos madeireiros e do narcotráfico, além da exploração de petróleo e gás e da construção de estradas em suas terras", avaliou Terri Aquino.